# Abesalom da Eteri
Abesalom da Eteri (Georgiska: აბესალომ და ეთერი, Abesalom och Eteri) är en opera i fyra akter med musik av den georgiske kompositören Zakaria Paliasjvili och libretto av Petre Mirianashvili efter den georgiska legenden Eteriani.

## Historia
Paliasjvili studerade musik i Moskva och blev där introducerad för västerländsk musik. Hans första opera, Abesalom da Eteri, ses som en georgisk nationalopera. Hans senare opera Daisi (1923) var Stalins favoritopera. 
I Abesalom da Eteri sker det mesta av handlingen utanför scenen och hela verket är en kedja av statiska delar, i vilka händelser berättas och kommenteras. Det förekommer knappt inga narrativa och framåtskridande recitativ, vilket ger verket en rituell form. Operan hade premiär den 21 februari 1919 på Tbilisi opera- och baletteater.

## Personer
- Abio (აბიო), kung av Kartlien (Bas)
- Prins Abesalom (აბესალომ), hans son (Tenor)
- Drottning Natela (ნათელა), hans hustru (Mezzosopran)
- Marichi (მარიხი), Abesaloms syster (Sopran
- Eteri (ეთერ), herdinna och bondflicka (Sopran)
- Eteris styvmoder (Mezzosopran)
- Murman (მურმან), Vesir (Baryton)
- Naana (ნაანა), Murmans moder (Mezzosopran)
- Tandaruch (თანდარუხ), kungens fältherre (Tenor)
- En gäst och sångare (Tenor)

## Handling
Herdinnan Eteri uppvaktas av prins Abesalom. Men vesiren Murman, som har sålt sin moders själ till djävulen, älskar henne också och kastar en dödlig förbannelse över Eteri. Hon antas vara död men Murman återuppväcker henne och för bort henne. Han tvingar henne att leva som hans fru i hans slott. Abesalom förtvinar bort av sorg och dör slutligen i hennes armar.